# 巴甫利夫卡 (比洛库拉基内市镇)
巴甫利夫卡（烏克蘭語：Павлівка），是烏克蘭東部盧甘斯克州斯瓦托韋區比洛库拉基内市镇的村落。處於比拉河畔，始建於1686年，面積6.43平方公里，海拔高度95米，2001年人口1,160。